# Farman
Farman – francuskie przedsiębiorstwo produkujące samoloty, a następnie samochody.
Bracia Maurice i Henri Farman od 1908 roku budowali samoloty, w 1913 roku dołączył do nich trzeci z braci: Dick Farman i założono przedsiębiorstwo „Farman Frères”. W 1934 roku Farman połączył się z konkurencyjną równie znaną firmą Blériot Aéronautique i zakładami ANF Les Mureaux w przedsiębiorstwo UCA, które w 1936 roku przekształcono w Société nationale des constructions aéronautiques du Centre (SNCAC) z kapitałem państwa.
Pierwszy samochód osobowy zmontowano w 1902 roku. Jednak implus do rozwinięcia produkcji aut dał okres po I wojnie światowej, gdy zabrakło zamówień wojskowych na samoloty i trzeba było przestawić się na produkcję cywilną. Między rokiem 1919 a 1931 wytwarzano krótkie serie aut wyższej klasy.

## Samochody
- Farman 12 CV (1902)
- Farman A 6 (1919–1923)
- Farman A 6 B (1923–1927)
- Farman NF (1927–1929)
- Farman NF 2 (1929–1931)

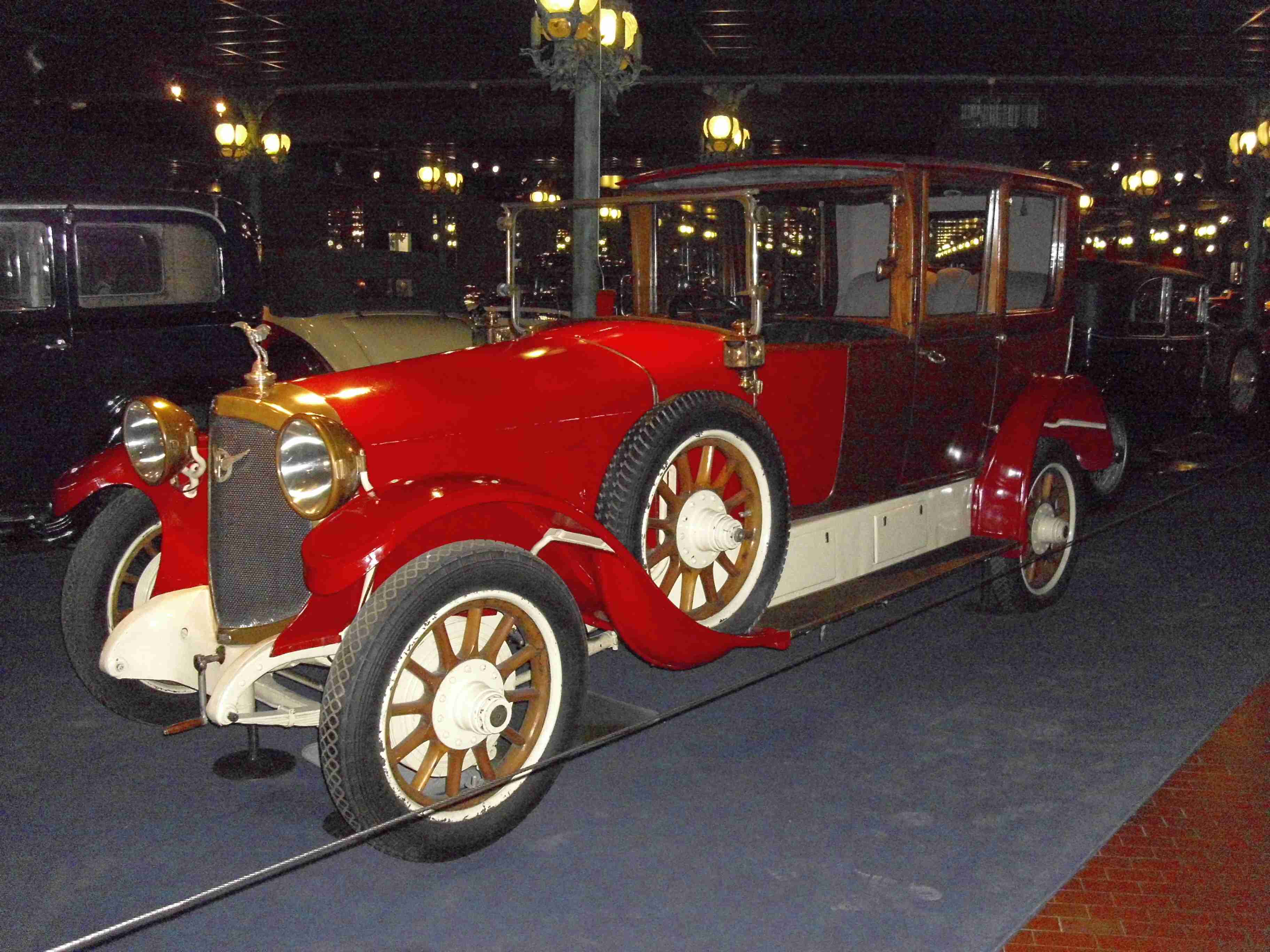
Farman A6 (model 1923)
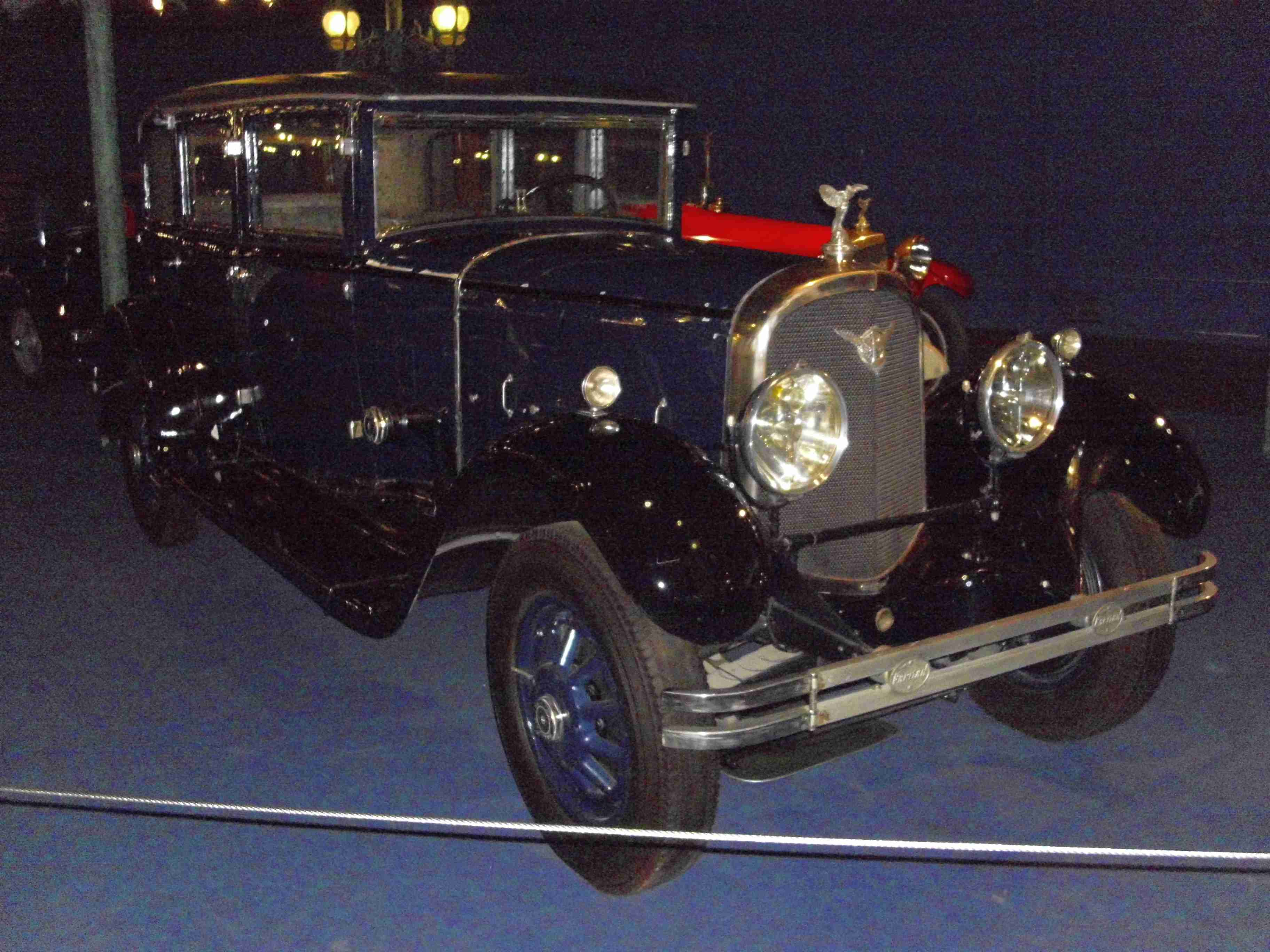
Farman NF (model 1928)
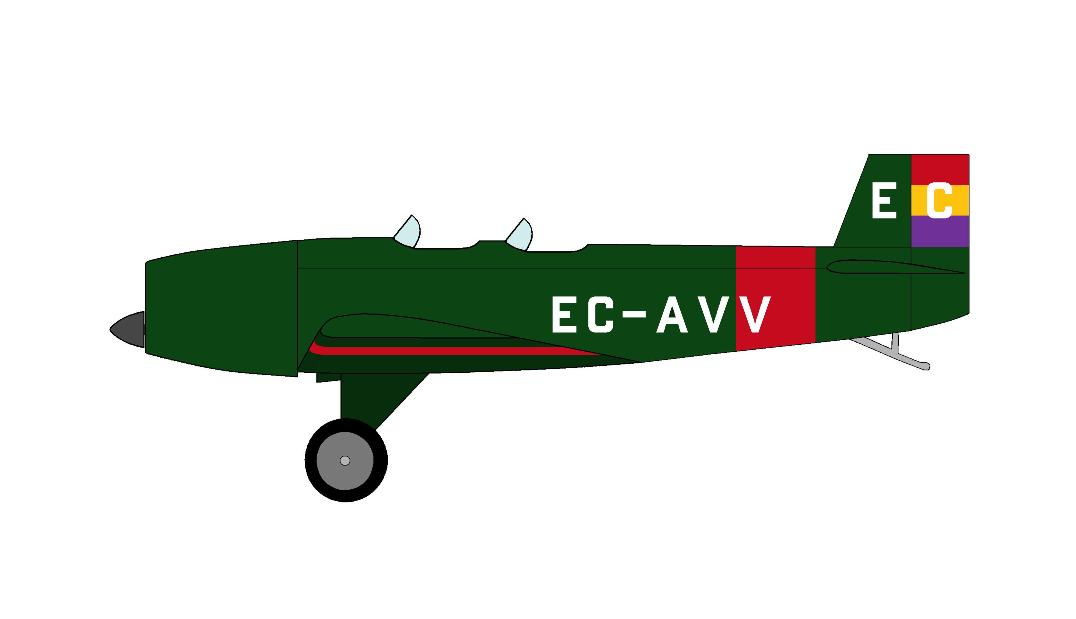
Farman F.354 (1937)